# توشيو كاتو
توشيو كاتو (باليابانية: 加藤敏夫 ) (و. 1917 – 1999 م) هو رياضياتي، وأستاذ جامعي ياباني، ولد في كانوما، توتشيغي، توفي في أوكلاند، كاليفورنيا، عن عمر يناهز 82 عاماً.

## التعليم
تعلم في جامعة طوكيو.

## جوائز
حصل على جوائز منها:
- Norbert Wiener Prize in Applied Mathematics [الإنجليزية]‏.